# 恵比寿★マスカッツ 喜怒愛楽ツアー『全国イク行く〜♡』 恵比寿LIQUID ROOM
『恵比寿★マスカッツ 喜怒愛楽ツアー『全国イク行く〜♡』 恵比寿LIQUID ROOM』（えびすマスカッツ きどあいらくツアー ぜんこくイクいく〜 えびすリキッドルーム）は、恵比寿★マスカッツのライブビデオ。

## 概要
- 2017年6月20日に行われた恵比寿★マスカッツ喜怒愛楽ツアー『全国イク行く♡〜』のライブ映像及び彼女たちのオフショットやインタビュー、地方公演の模様などをDVD収録した作品である。
- 出演:恵比寿★マスカッツ、立木文彦(ナレーション)、 デッカチャン（DJ）、大久保佳代子（サプライズゲスト）、恵比寿マスカッツOG（シークレットゲスト)。

## 収録曲

### DISC1
1. バッキャロー
2. Pressure Bomber
3. バイバイダーリン
4. バナナ・マンゴー・ハイスクール
5. Sexy Beach Honeymoon
6. Jumping Bee
7. コイノウタ
8. スプリングホリデー
9. チヨコレイト
10. 親不孝ベイベー
11. 12の34で泣いてwith 涙四姉妹
12. なにかとMonster
13. クレイジーZOO
14. ピン×ポン デューサー
15. いまどきチャンス
16. ビビる-Bodyで-Boo

### DISC2
アンコール
1. 戦場のメリークリスマス/神咲詩織
2. Neva Enuff/明日花キララ withゲッスーブー
3. Rusty Nail/由愛可奈 +ラビ子
4. TOKYOセクシーナイト
5. Jumping Bee
6. バッキャロー
7. ラブr事情!!/大久保佳代子
8. バナナ・マンゴー・ハイスクール

特典映像
メイキング オブ 喜怒愛楽ライブツアー

## 盤形態
- PCBP-53224